# Moca chasmatica
Moca chasmatica är en fjärilsart som beskrevs av Edward Meyrick 1906. Moca chasmatica ingår i släktet Moca och familjen Immidae. Inga underarter finns listade i Catalogue of Life.